# سپیده سیاوشی
سپیده سیاوشی (زادهٔ ۱۳۶۵) یک نویسنده ایرانی است. از او مجموعه داستان‌های فارسی بخند و عمارت نیمه شب به چاپ رسیده‌اند. مجموعه داستان فارسی بخند که در سال ۱۳۹۰ چاپ شد توانست جایزه بهترین مجموعه داستان اول بنیاد هوشنگ گلشیری را بگیرد. این مجموعه شامل ۹ داستان با نام‌های «همه زن‌ها شبیه هم‌اند»، «برف»، «از آخر به اول»، «خوبی عزیزم؟»، «خواهری»، «تاریکی»، «گمشده» و «قرمز خاکی» است. همچنین بسیاری از تک داستان‌های او نیز در جشنواره‌های مختلف جوایز و مقام‌هایی به دست آورده‌اند

## آثار
- فارسی بخند
- همه چشم‌ها را مسحور خود کنید (تک داستان)
- عمارت نیمه شب